# Roland Lescure

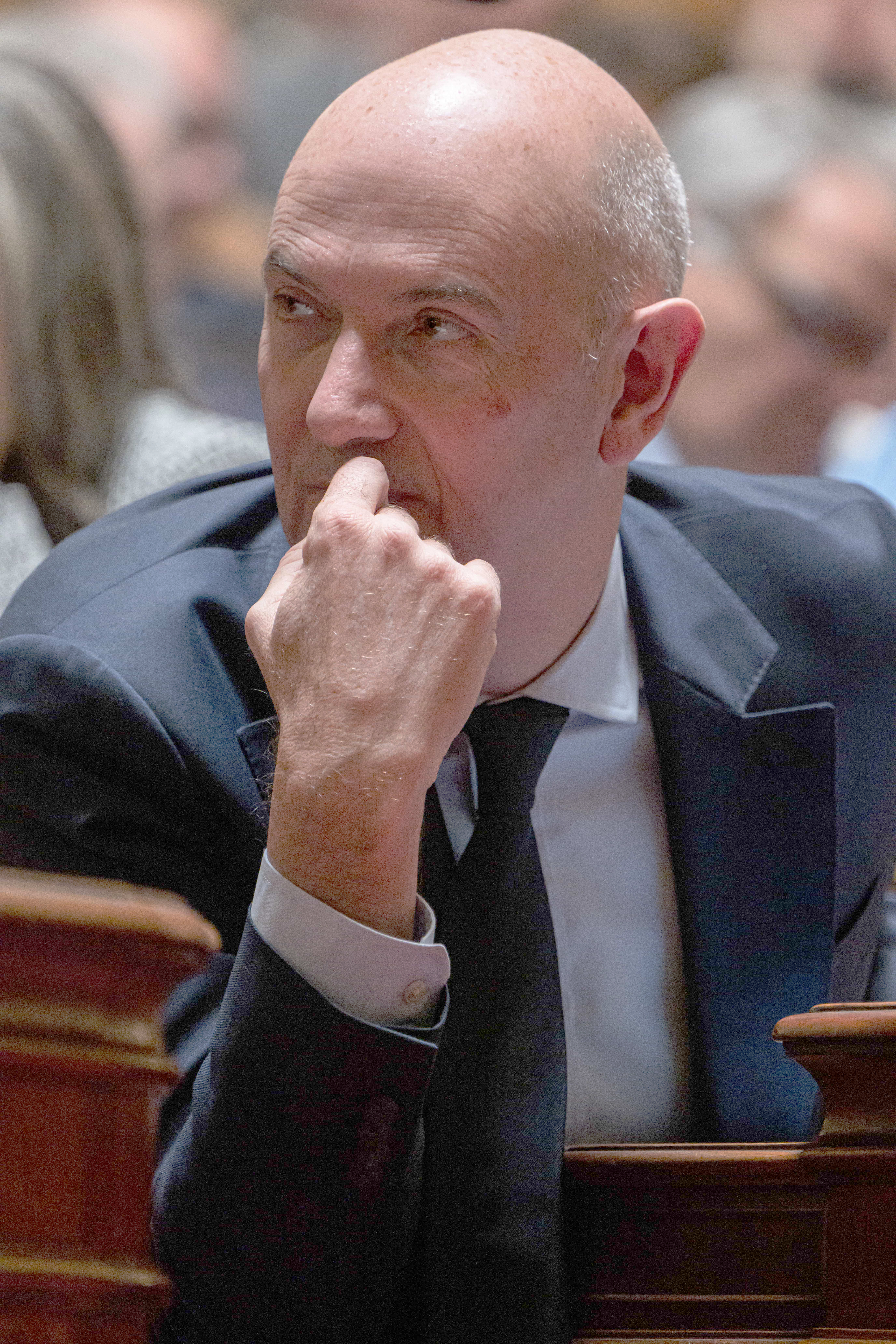
Roland Lescure, 2022

Roland Lescure (* 26. November 1966 in Paris) ist ein französischer Bankmanager und Politiker der Partei La République en Marche (LREM). Er ist seit 2017 Abgeordneter der Nationalversammlung und war seit 2020 Sprecher seiner Partei. Von Juli 2022 an war er Industrieminister im Kabinett Borne, ebenso, allerdings mit um den Bereich Energie erweiterter Zuständigkeit, im darauf folgenden Kabinett Attal bis zu dessen Rücktritt im September 2024.

## Leben

### Jugend und Ausbildung
Roland Lescure wurde am 26. November 1966 im 11. Pariser Arrondissement geboren. Sein Vater war Journalist bei der kommunistischen Tageszeitung L’Humanité, seine Mutter Betriebsrätin der Gewerkschaft CGT beim Pariser Nahverkehrsbetrieb RATP. Roland Lescure wuchs in Montreuil bei Paris auf. Als Jugendlicher gehörte er einige Monate einer kommunistischen Jugendorganisation an.
Er studierte an der École polytechnique und der École nationale de la statistique et de l’administration économique (ENSAE). Zudem ist er Inhaber eines Master-Abschlusses der London School of Economics and Political Science.

### Karriere im öffentlichen Dienst und der Finanzwelt
Nach dem Studium arbeitete er zunächst im französischen Wirtschafts- und Finanzministerium, anschließend bei der staatlichen Statistikbehörde INSEE und schließlich bei der staatlichen Bank Caisse des Dépôts et Consignations.
2005 wurde er Directeur général délégué des Unternehmensbereichs Asset Management bei der Investmentbank Natixis. Im folgenden Jahr wechselte er zur Bank Groupama, wo er wiederum im Bereich Asset Management leitende Funktionen in der Direktion übernahm.
Im Jahr 2009 verließ er Frankreich und nahm eine Stelle in Kanada bei der Caisse de dépôt et placement du Québec an, der er fortan als Erster Vizepräsident diente.

### Politikerlaufbahn
2006 trat Lescure als Anhänger von Dominique Strauss-Kahn in die sozialistische Partei ein, verließ sie aber kurz darauf aus Enttäuschung über die innerparteilichen Abläufe wieder.
2017 trat er in die kurz zuvor gegründete Partei La République en Marche von Emmanuel Macron ein, der in demselben Jahr zum französischen Staatspräsidenten gewählt wurde. Am 18. Juni 2017 wurde er für den Auslandswahlkreis Nr. 1 (Nordamerika) in die Nationalversammlung gewählt. In der Kammer ist er Vorsitzender des Wirtschaftsausschusses (Commission des affaires économiques). Am 12. Oktober 2020 wurde er zum Leiter einer siebenköpfigen Gruppe von Parteisprechern von LREM ernannt.
Am 4. Juli 2022 wurde bekanntgegeben, dass Roland Lescure im Zuge einer Regierungsumbildung nach den wenige Wochen zuvor erfolgten Wahlen zur Nationalversammlung als beigeordneter Minister unter Wirtschaftsminister Bruno Le Maire im Kabinett Borne das Ressort für Industrie übernehmen werde. Im auf Bornes Regierung folgenden Kabinett Attal wurden seine Zuständigkeiten auf die Energie erweitert. Mit dem Rücktritt des Kabinetts Attal am 5. September 2024 schied Roland Lescure aus der Regierung aus.

## Politische Positionen
In einem im Herbst 2021 im Kontext des beginnenden Wahlkampfs für die Präsidentschaftswahlen 2022 erscheinenden Buch spricht sich Lescure dafür aus, die EU-Mitgliedsstaaten sollten sich um einen gemeinsamen permanenten Sitz im UN-Sicherheitsrat bemühen. In der Innen- und Gesellschaftspolitik fordert er die Entkriminalisierung von Cannabis und spricht sich für die (bisher in Frankreich strikt verbotene) Erhebung nach ethnischer Zugehörigkeit aufgeschlüsselter statistischer Daten aus, die seiner Meinung der besseren Bekämpfung von Diskriminierung dienen könne.

## Werke
- Nos totems et nos tabous : dépassons-les ! Éditions de l’Aube, 2021, ISBN 978-2-8159-4545-5 (französisch).